# Johannes Salminen
Gustav Johannes Salminen, född 21 juni 1925 i Hammarland på Åland, död 23 maj 2015 i Helsingfors, var en finländsk författare och litteraturvetare. 
Han blev filosofie doktor vid Åbo Akademi år 1955, hedersdoktor vid Helsingfors universitet 1990 och kreerades till filosofie jubeldoktor vid Åbo Akademi 2008. Professors namn förlänades han 1993.
Salminen var litterär rådgivare vid Söderströms förlag åren 1956–1960 och litterär chef 1961–1991.

## Priser och utmärkelser
- 1978 – Svenska Akademiens Finlandspris
- 1985 – Tollanderska priset
- 1989 – Tegnérpriset
- 1990 – Hedersdoktor vid Helsingfors universitet
- 1993 – Professors namn